# Sleep (film)
Pour les articles homonymes, voir Sleep.
Pour plus de détails, voir Fiche technique et Distribution.

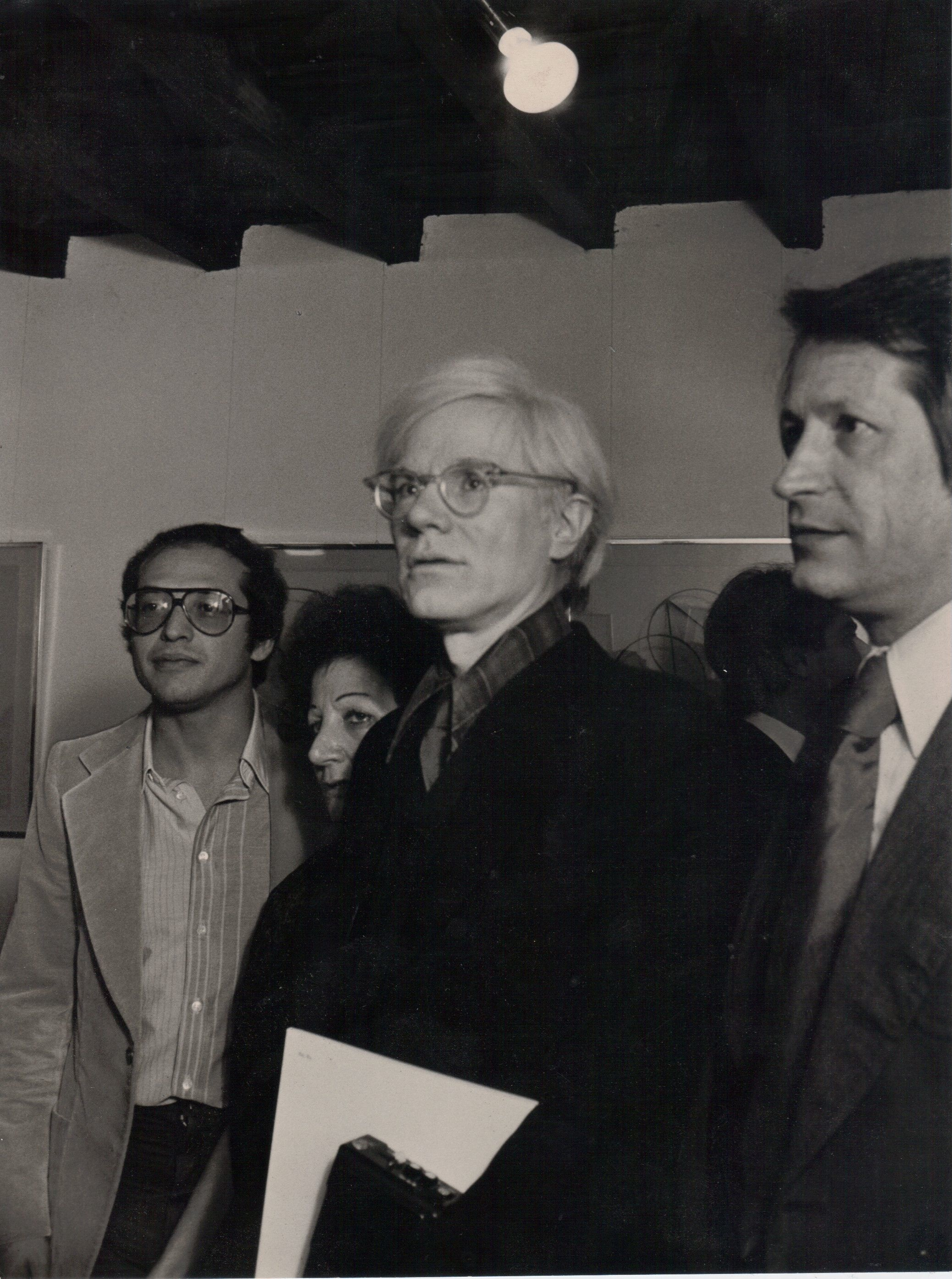
Andy Warhol à Rome

Sleep est un film américain en noir et blanc réalisé par Andy Warhol de 1964 qui consiste en un montage de segments représentant son amant le poète John Giorno dormant. Le film était initialement prévu pour durer huit heures, soit la durée d'une nuit de sommeil normale, et donne l'illusion d'un plan séquence, alors qu'on peut voir à la projection que certains passages reviennent plusieurs fois. Le montage final dure cinq heures et 21 minutes (321 minutes) lorsque projeté à 16 images par seconde et 4 h 45 projeté à 18 images par seconde.
Le tournage eut lieu en juillet 1963 dans l'appartement de Giorno, alors amant d'Andy Warhol. Warhol filme à l'aide d'une caméra Bolex en format 16 mm (bobines noir et blanc de 30 m) des plans fixes de son modèle dans des axes de prise de vue différents, ces plans muets étant ensuite dupliqués au montage.
La première eut lieu à New York au Gramercy Arts Theater le 17 janvier 1964. D'après le New York Post, seuls neuf spectateurs étaient présents, deux ont quitté la salle dès la première heure de projection.
Le film était une des premières expérimentations de Warhol dans la réalisation cinématographique, et a été créé comme un « anti-film ». Warhol étendra cette technique à son film suivant, Empire, d'une durée de 8 heures.

## Hommage
Un film basé sur le même principe est sorti 50 ans après le film de Warhol, Sleep (en) réalisé par Lilja Juha en 2013 et présenté au Festival de Rotterdam en 2015.